# Inverzní kinematická úloha
Inverzní kinematická úloha je metoda nebo proces využívaný v oblasti robotiky. V případě, že je známa poloha manipulátoru na konci robotického ramena a je zadána nová požadovaná poloha, je třeba pohnout různými klouby v robotickém rameni. Princip inverzní kinematické úlohy je dopočítání úhlu natočení jednotlivých kloubů ze stávající polohy a následné dopočítání, jak musí být klouby natočeny v požadované pozici. Po tomto procesu se může vykonat úloha zadaná operátorem robota.